# AHDL
AHDL — проприетарный язык описания аппаратуры от Altera Corporation предназначенный для программирования выпускаемых ей ПЛИС. Язык имеет Ада-подобный синтаксис и схож с VHDL или Verilog. Он поддерживается компиляторами Quartus и Max+ от Altera.
Недостаток AHDL в его проприетарности. Преимущество AHDL в том, что все конструкции языка синтезируемы. В сравнении с Verilog AHDL как язык ассемблера в сравнении с языком высокого уровня: в AHDL больше контроля, но меньше высокоуровневой поддержки.

## Пример
```
% a simple AHDL up counter, released to public domain 13 November 2006 %
% [block quotations achieved with percent sign] %
% like c, ahdl functions must be prototyped %

% PROTOTYPE:
 FUNCTION COUNTER (CLK)
	RETURNS (CNTOUT[7..0]); %

% function declaration, where inputs, outputs, and
bidirectional pins are declared %
% also like c, square brakets indicate an array %

SUBDESIGN COUNTER
(
	CLK		:INPUT;
	CNTOUT[7..0]	:OUTPUT;
)

% variables can be anything from flip-flops (as in this case),
tri-state buffers, state machines, to user defined functions %

VARIABLE
	TIMER[7..0]: DFF;

% as with all hardware description languages, think of this
 less as an algorithm and more as wiring nodes together %

BEGIN
	DEFAULTS

		TIMER[].prn = VCC; %  this takes care of d-ff resets %
		TIMER[].clrn = VCC;
	END DEFAULTS;

	TIMER[].d = TIMER[].q + H"1";
END;

```